# Cecilia Saiz
Cecilia Saiz Bidegain es una química, investigadora y profesora uruguaya. 
Desde 2021 hasta la fecha es profesora adjunta del Departamento de Química Orgánica en la Facultad de Química de la Universidad de la República (UDELAR), Investigadora Grado 3 del Programa de Desarrollo de las Ciencias Básicas (PEDEClBA) e investigadora nivel I del Sistema Nacional de Investigadores (SNI).

## Biografía
Saiz estudió Química Farmacéutica entre desde 2000 al 2008
. Cinco años después, en 2013, se tituló como doctora en Química por la Facultad de Química de la Universidad de la República. Trabaja como Profesora Adjunta de Química Farmacéutica para la Universidad de la República.
En 2015, Saiz fue elegida para participar del encuentro mundial realizado en Lindau, Alemania; organizado por a la Agencia Alemana de Intercambio Académico DAAD y de la organización Lindau Meeting.
En 2023 ganó el premio nacional L'Oréal UNESCO Por las Mujeres en la Ciencia, que le permitirá continuar con su investigación: “Búsqueda de nuevas benzamidas contra nematodos fitopatógenos de relevancia en Uruguay”.
El proyecto se enfoca en resolver problemas de infecciones por plagas en cultivos, principalmente hortícolas, que afecta a numerosos productores en Uruguay y la región.

## Premios
- 2013, Premio en Ciencias Químicas.[6]
- 2023, Premio L'Oréal-UNESCO Por las Mujeres en la Ciencia.[7]